# 志染川
志染川（しじみがわ）は、兵庫県南部を流れる加古川水系の川。一級河川。
狭義では、神戸市北区山田町下谷上で山田川と箕谷川（みのたにがわ）が合流してから、ダム湖のつくはら湖、三木市志染町での淡河川（おうごがわ）合流を経て三木市久留美で美嚢川（みのうがわ）と合流するまでを指すが、広義の志染川として上流の山田川をも含むと、全長23.199kmになる。以下では、山田川・箕谷川合流点から美嚢川合流点までを「志染川」として記す。

## 地理

### 志染川
箕谷川が南方から合流し、志染川と名を変えてからは、神戸市北区のニュータウン群を南に見上げつつ、徐々に山間部へと入っていく。北区も西端近くに差し掛かると、本流を堰き止めたつくはら湖が現れる。このダム湖は、三木市との境を越えた呑吐ダムまで続く。三木市へ入ると北西流に転じ、北東から淡河川が合流してくる。ここからは概ね西流。沿岸では河岸段丘が発達し、谷間は水田となっている。三木市街の北東で美嚢川に注ぐ。

### 山田川・つくはら湖

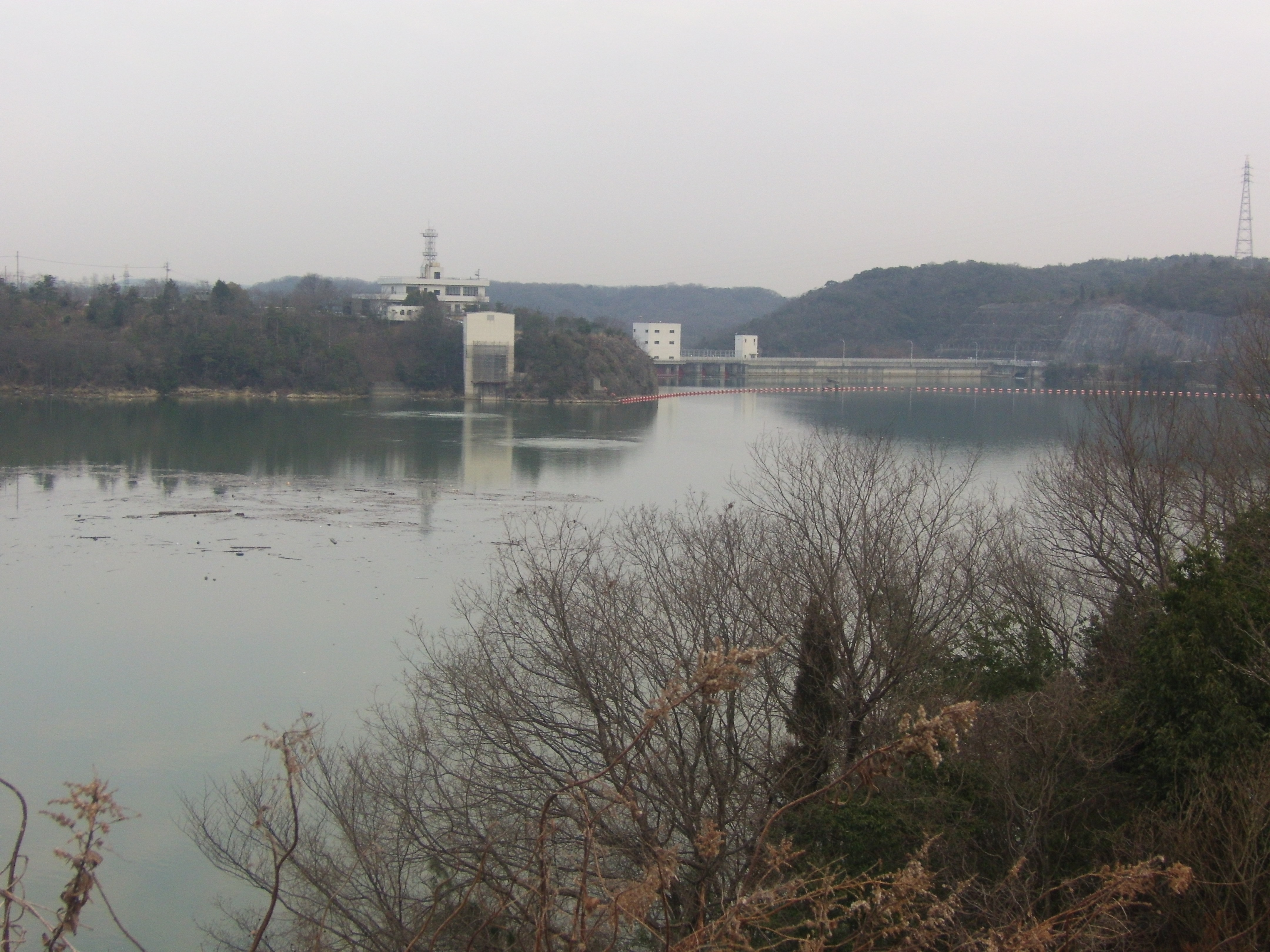
つくはら湖

山田川は、神戸市北区上谷上と同市灘区六甲山町シャクナゲにかかる石楠花谷を源流とし、いったん北上して西流に変わる。六甲山系・帝釈山系などをはじめ、多くの山の支流を集めながら西に在るつくはら湖に向かう河川。全流域を山田川または志染川と呼んでも間違いではないが箕谷川との合流まで、または、つくはら湖の呑吐（どんど）ダムまでを山田川と呼ぶ場合もある。山田川疎水が分岐している。

### 淡河川
志染川水系最大の支流。神戸市北区中部の金剛童子山（標高566m、帝釈山地）北麓に発し、北流ののちほどなく西流（源流域では屏風川）。丹生山系の稚児ヶ墓山・花折山・西鹿見山・東鹿見山を源流とする鳴川と合流し、正式に淡河川となる。山陽自動車道および兵庫県道38号三木三田線が並行する。神田川（淡河川疏水を補強するため1940年に西畑川から取水した引水路）・芦谷川・地蔵谷川・石峰寺川などが流入し、北区淡河町木津で淡河川疏水（後述）を分かち、南西流に転じて三木市三津田で志染川に注ぐ。

#### 淡河川疏水とサイフォン橋

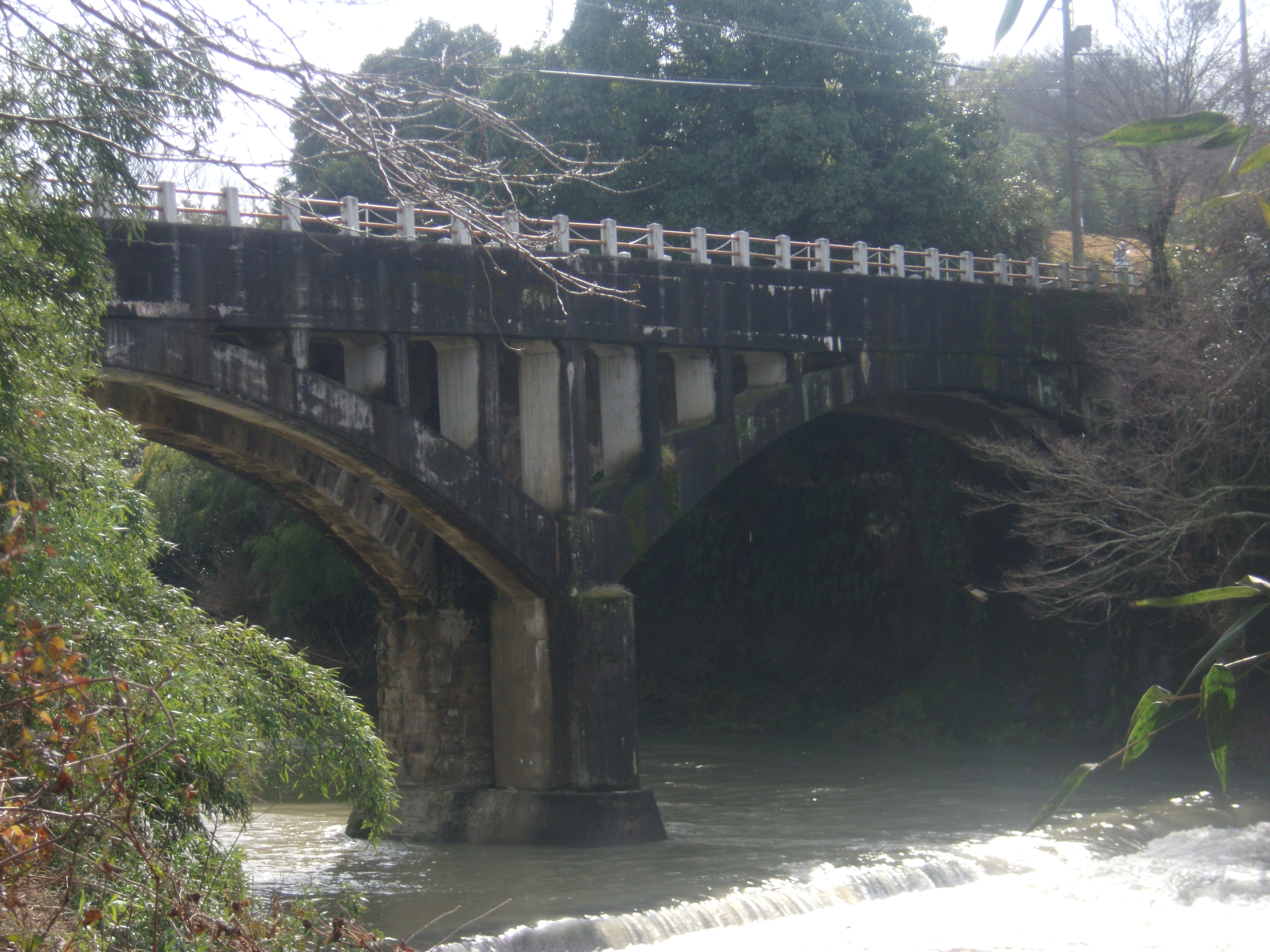
御坂サイフォン橋

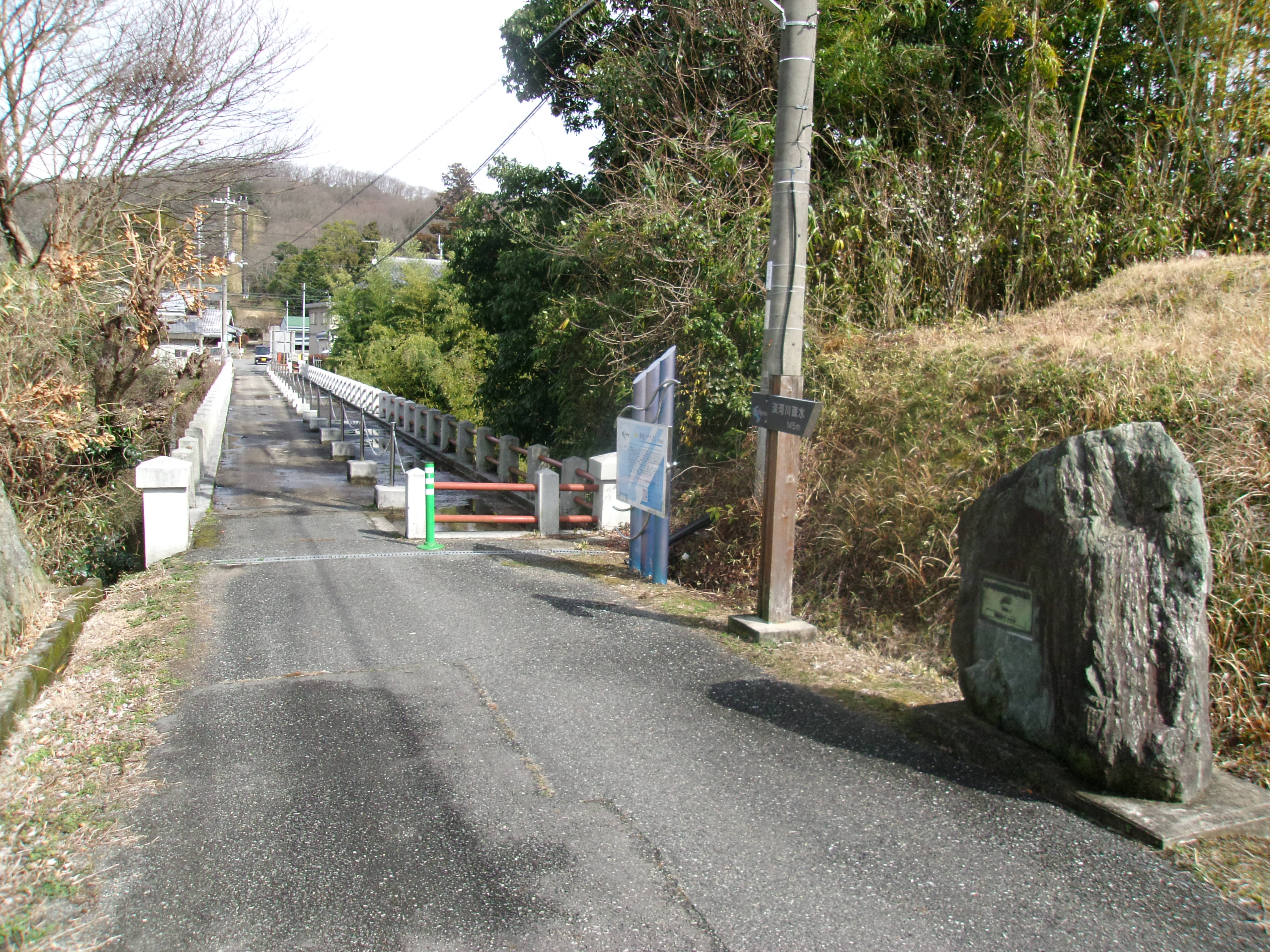
サイフォン橋の上部路面

志染川流域南西に位置する印南野（現在の稲美町）は水利が悪く、開発が遅れていた。このため明治に入ると、淡河川から取水して志染川を石橋で越え、印南野に疏水を渡す計画が立てられた。これが淡河川疏水で、イギリス陸軍少将ヘンリー・S・パーマーの設計のもと3年かけて1891年（明治24年）に竣工した。特徴的なのは、御坂地区での志染川渡河部が逆サイフォン（噴水管）の石橋（水道橋）となっていることである。疏水は志染川を渡ってから、導水管で兵庫県立三木総合防災公園を通過した後、数々の暗渠を経て稲美町に至る。
この淡河川疏水は、山田川疏水と合わせて淡山疏水と呼ばれ、琵琶湖疏水、安積疏水、那須疏水などとともに、日本でも有数の疏水として疏水百選に選ばれているが、国家事業としてではなく住民の発願により地元負担で起工されてのちに県の事業へと移行したものである。全長26.5kmに御坂サイフォン橋と28箇所の暗渠を持つ大工事から100年以上経過しているが、現在でも機能している。橋はその形状から「眼鏡橋」として親しまれている。
2014年（平成26年）、淡山疏水は国際かんがい排水委員会によるかんがい施設遺産に登録された（サイフォン橋は登録対象外）。

## 流路地図
- 志染川（山田川含む）
- 淡河川

## 橋梁
- 永久橋（三木市宿原）
  - 片側1車線の車道および歩道を設置。兵庫県道513号三木環状線の一部となっている。
- 長早橋（三木市志染町）
  - （県道38号線）
- 志染大橋（三木市志染町）
  - 片側1車線の車道および歩道を設置。三木市道の一部となっている。
- 窟屋大橋（三木市志染町）
  - 片側1車線の車道および歩道を設置。三木総合防災公園へ繋がる。兵庫県道38号三木三田線・83号平野三木線の一部となっている。
- 御坂新橋
- 御坂サイフォン橋（三木市志染町）
  - 長さ約752ｍ、橋梁部54mの逆サイフォン橋。淡河川疏水の一部となっている。 ※詳しくは御坂サイフォン橋を参照。
- みのり橋
- 鼓橋（三木市志染町）
  - 片側1車線の車道および歩道を設置。兵庫県道85号神戸加東線の一部となっている。
- 丹生橋（神戸市北区山田町）
  - 片側1車線の車道および歩道を設置。兵庫県道85号神戸加東線・563号神出山田自転車道線の一部となっている。
- 西下橋（神戸市北区山田町）
  - 片側1車線の車道および歩道を設置。神戸市道の一部となっている。
- 新坂本橋（神戸市北区山田町）
  - 片側1車線の車道を設置。兵庫県道85号神戸加東線の一部となっている。
- 大神橋（神戸市北区山田町）
  - 片側1車線の車道および歩道を設置。兵庫県道85号神戸加東線の一部となっている。
- 下茅原橋（神戸市北区山田町）
  - 片側1車線の車道および歩道を設置。兵庫県道85号神戸加東線の一部となっている。
- 原野橋（神戸市北区山田町）
  - 片側1車線の車道および歩道を設置。国道428号線の一部となっている。
- 幸座橋（神戸市北区山田町）
- 山田橋（神戸市北区山田町）
  - 片側1車線の車道および歩道を設置。兵庫県道15号神戸三田線の一部となっている。

## 流域の観光地
- つくはら湖・呑吐ダム
- 淡河川疏水
  - 御坂サイフォン橋
- NESTA RESORT KOBE
- 箱木家住宅